# タウノ・ケユヒケ
タウノ・ケユヒケ（よりフィンランド語に近い表記ではタウノ・カウフコ、Tauno Käyhkö、1950年5月6日 - ）は、フィンランド、ロヴァニエミ出身の元スキージャンプ選手。
1970年代にフィンランド及びカナダ代表として活躍した。

## プロフィール
Ounasvaaran Hiihtoseuraに所属していたケユヒケは1969-1970シーズンのスキージャンプ週間では第4戦ビショフスホーフェンの22位が最高と振るわなかったが、1970年ノルディックスキー世界選手権では5位に入賞した。
1970-1971シーズンのジャンプ週間ではガルミッシュ＝パルテンキルヒェンで3位となり総合4位、1971-1972シーズンはインスブルックで3位、ガルミッシュ＝パルテンキルヒェンでは2位となり総合3位となった。
1972年札幌オリンピックでは70m級18位、90m級では4位となった。
1974年ノルディックスキー世界選手権70m級6位。
1975年に国籍をカナダに変更、1978年ノルディックスキー世界選手権ではカナダ代表として90m級5位入賞を果たした。
1979-1980シーズンにはスキージャンプ・ワールドカップに出場、1月19日のサンダーベイでは6位となった。
1980年レークプラシッドオリンピックでは70m級30位、90m級26位に終わった。オリンピック終了後現役引退した。